# Gampel-Bratsch

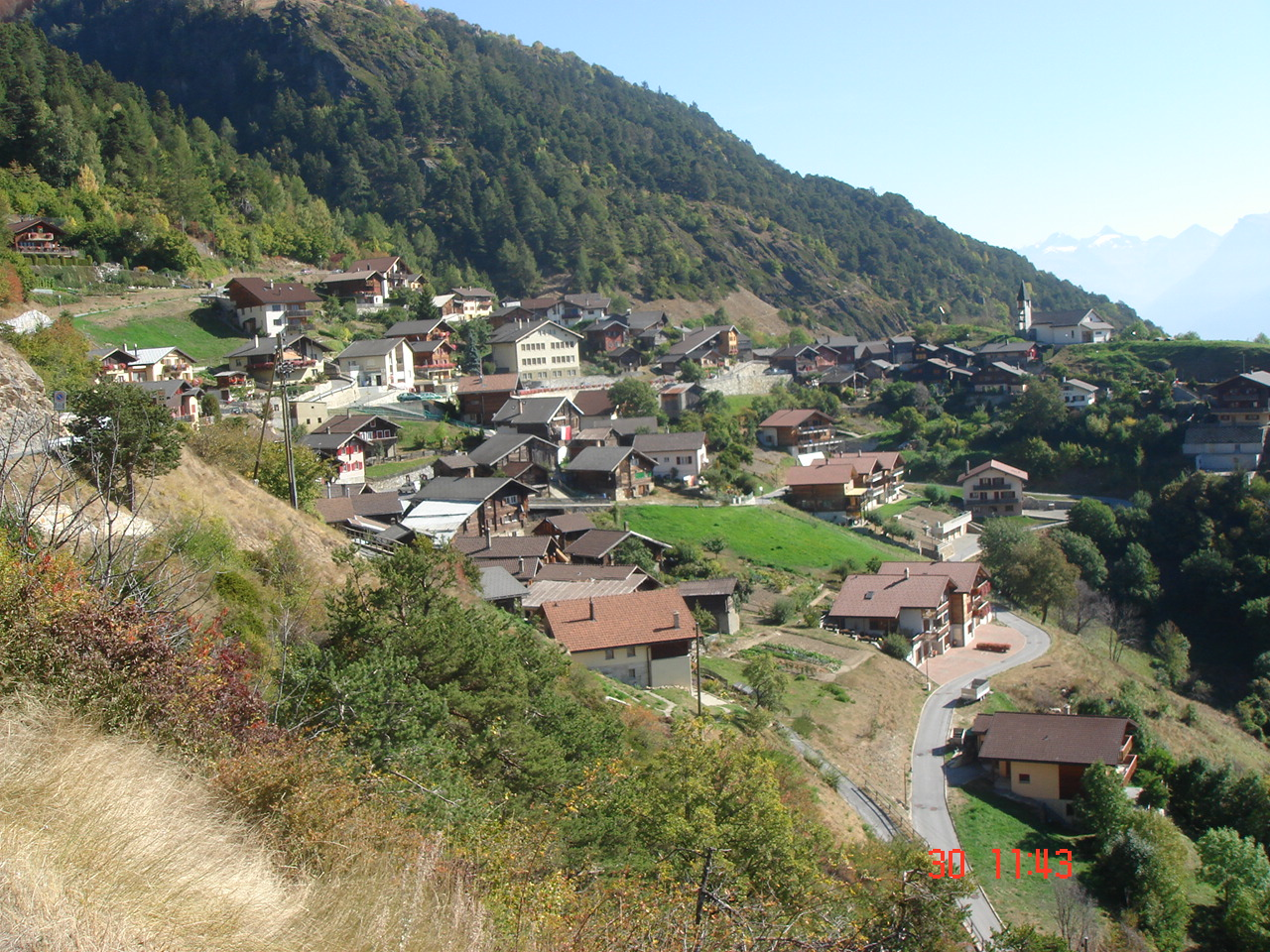
Blick auf Bratsch

Gampel-Bratsch ist eine Munizipalgemeinde sowie Burgergemeinde im Bezirk Leuk im Schweizer Kanton Wallis.

## Geographie

Historisches Luftbild aus 400 m Höhe (1955)

Die Gemeinde liegt im oberen deutschsprachigen Teil des Rhonetals am südlichen Talausgang des Lötschentals. Gampel-Bratsch ist die östlichste Gemeinde des Bezirkes Leuk und grenzt an den Fluss Lonza.
Die Gemeinde besteht aus den Dorfschaften Gampel (mit ca. 1300 Einwohnern), Niedergampel (mit ca. 450 Einwohnern), Bratsch (mit ca. 100 Einwohnern) sowie den Weilern Jeizinen und Engersch.
Das Gemeindegebiet umfasst eine Fläche von 2'310 ha. Rund 1'200 ha werden landwirtschaftlich genutzt (Ackerbau, Rebbau und Weidland), etwa 550 ha sind Wald (vor allem Föhren, Tannen und Lärchen). Die verbleibenden 550 ha sind unproduktiv (Fels, steppenartige Vegetation).
Die Gemeindegrenzen bilden im Süden die Rhone (deutsch Rotten), im Westen das Steigässi bei Getwing und im Norden der Nivengrad auf 2769 m ü. M. Im Osten bildet der Fluss Lonza die Grenze von der Rhonemündung bis ins vordere Lötschental bei Goppenstein. Die Nachbargemeinden sind im Osten Steg-Hohtenn, im Süden Turtmann-Unterems, im Westen Leuk und im Norden Ferden.

## Geschichte

### Gampel
1238 findet man zu Gampel eine erste urkundliche Erwähnung. 1339 wird Gampel erstmals als unabhängige Gemeinde erwähnt. 1545 schuf Gampel und 1674 Jeizinen eine Bauernzunft (Gemeindeordnung). Die dem hl. Theodul gewidmete Kapelle von Gampel wurde 1442 eingeweiht. Die alte Kapelle von Jeizinen stammt aus der Mitte des 17. Jh., 1965–66 wurde eine neue Kapelle errichtet. Bis 1663 gehörte Gampel zur Pfarrei Leuk, wurde dann eine eigenständige Pfarrei und baute eine Kirche, die 1880 ersetzt wurde. Nach den Auseinandersetzungen von 1616 zwischen Gampel und Steg wegen des Übertretens der Lonza legte der Landrat die Grenze zwischen den beiden Gemeinden definitiv fest; sie entspricht der Grenze zwischen den Zenden Raron und Leuk. 1799 wird das Dorf Jeizinen an die Gemeinde Gampel angegliedert. 1877 entstand der erste gemeinsame Bahnhof für Gampel und Steg an der Simplonlinie. 1897 wurden in Gampel die Lonza Elektrizitätswerke und Chem. Fabriken gegründet, das Vorläuferunternehmen der heutigen Lonza AG. Die Fabrikgebäude der Lonza in Gampel wurden 1999 endgültig aufgegeben und abgerissen.

### Bratsch

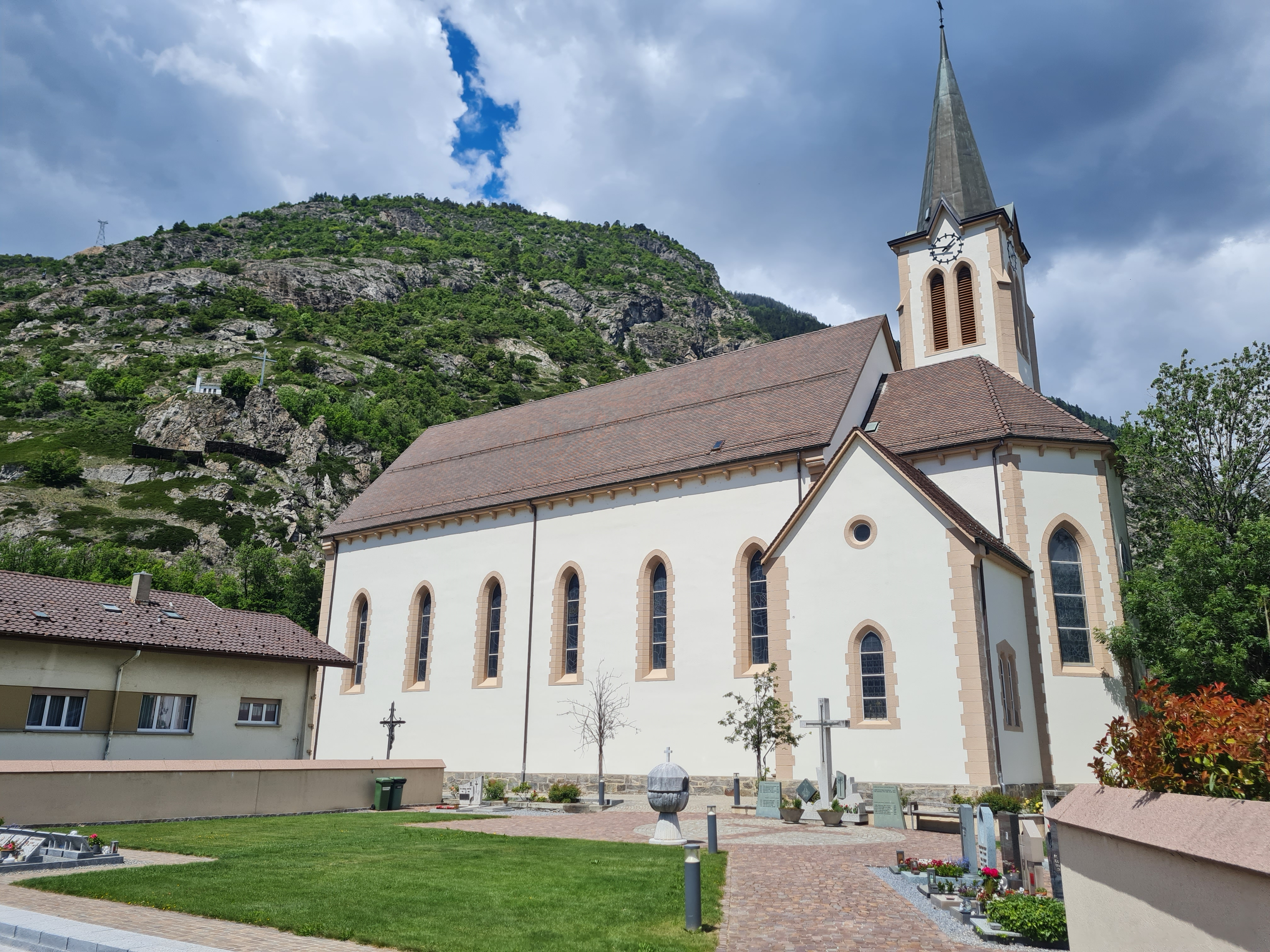
Pfarrkirche St. Theodul, Gampel-Steg

Bratsch wird das erste Mal 1228 urkundlich erwähnt. Bratsch umfasste das gleichnamige Haufendorf auf einer Terrasse am steil abfallenden Hang, darüber die Höhensiedlung Änggersch sowie in der Ebene des Rhonetals die Siedlungen Getwing und Niedergampel. Die erstmals im 14. Jh. erwähnte communitas gehörte zum Vizedominat Leuk, das 1613 an den gleichnamigen Zenden kam. Bis zur Gründung der Pfarrei Erschmatt-Bratsch (1721) war Bratsch nach Leuk pfarrgenössig. 1873 vergrösserte sich die Gemeinde durch den teilweisen Anschluss der ehemaligen Temporärsiedlung und heutigen Wohngemeinde Niedergampel. Nach der Eröffnung der Lonzawerke in Gampel gingen die Arbeiterbauernfamilien bald von der tradierten mehrstufigen Mischwirtschaft ― Ackerbau (Zweizelgensystem mit Flurzwang), Viehhaltung (Einzelalpung mit gemeinsamer Hut auf Alp Niwen), im Tal Rebbau ― zu extensiveren Bewirtschaftungsformen über.

### Gemeindefusion
Gampel-Bratsch ist am 1. Januar 2009 aus dem Zusammenschluss der beiden Gemeinden Gampel und Bratsch entstanden. Die Fusion basiert auf einem Beschluss der Stimmbürger beider Gemeinden vom 20. Januar 2008.

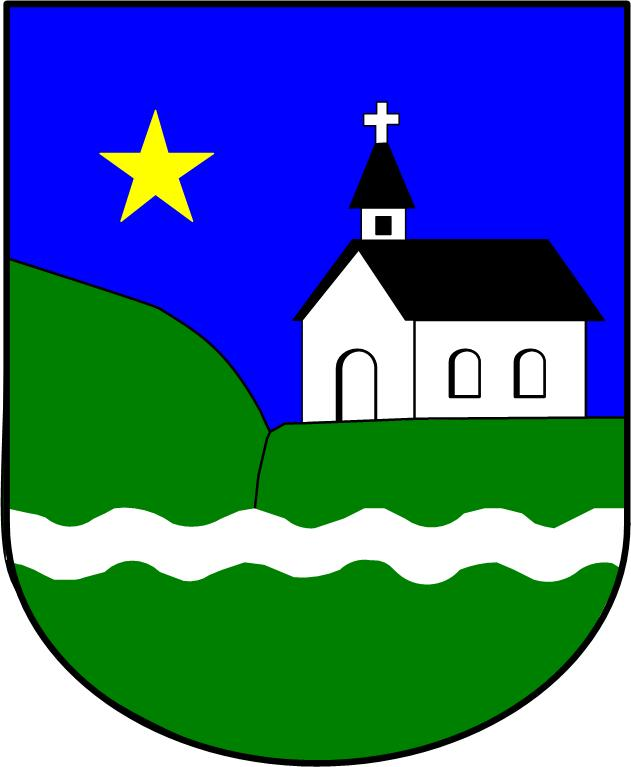
Wappen der ehemaligen Gemeinde Bratsch
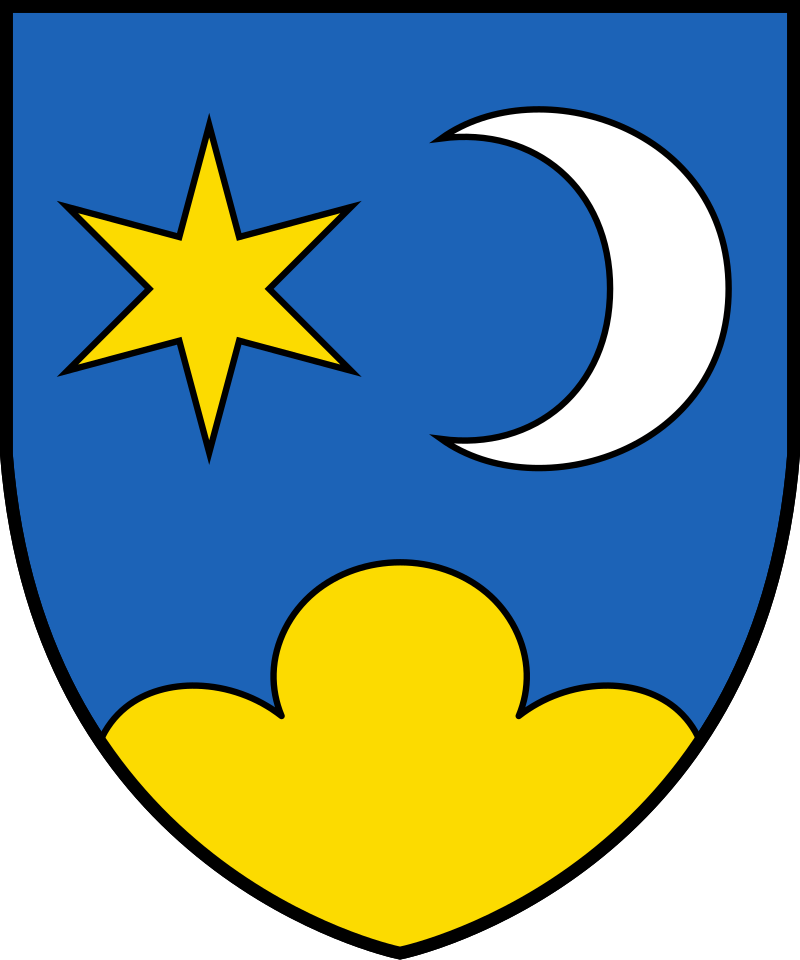
Wappen der ehemaligen Gemeinde Gampel

## Bevölkerung

### Bevölkerungsentwicklung
| Jahr      | 2010  | 2011  | 2012  | 2013  | 2014  | 2015  | 2016  | 2017  | 2018  | 2019  | 2020  | 2021  | 2022  | 2023  |
| Einwohner | 1'909 | 1'911 | 1'921 | 1'900 | 1'908 | 1'909 | 1'965 | 1'964 | 1'955 | 1'956 | 1'997 | 2'050 | 2'134 | 2'167 |

### Sprachen
Im Alltag wird in Gampel-Bratsch das Walliserdeutsche, ein höchstalemannischer Dialekt, gesprochen. Per Ende 2022 gaben 93,2 % Deutsch, 1,8 % Italienisch und rund 1,0 % Portugiesisch als Hauptsprache an.

### Religionen – Konfessionen
In der Gemeinde ist nach wie vor der römisch-katholische Glaube stark vertreten. So bekennen sich per Ende 2022 82,0 % Prozent der Bevölkerung zur römisch-katholischen Kirche. Darüber hinaus gibt es 2,7 % evangelisch-reformierte und 0,05 % altkatholische Christen. Etwa 14,3 % gehören anderen nichtchristlichen Religionsgemeinschaften an. Der Grossteil der Anhänger nichtchristlicher Religionen sind dabei Muslime. 1,8 % der Bevölkerung sind konfessionslos.

### Herkunft – Nationalität
Ende 2022 zählte die Gemeinde 2'134 Einwohner. Davon waren 1'897 Schweizer Staatsangehörige. Die grössten Zuwanderergruppen kommen aus Deutschland (71 Personen), Italien (47), Portugal (45), Nordmazedonien (27), Polen (22) und Kroatien (22).

## Politik

### Gemeinderat

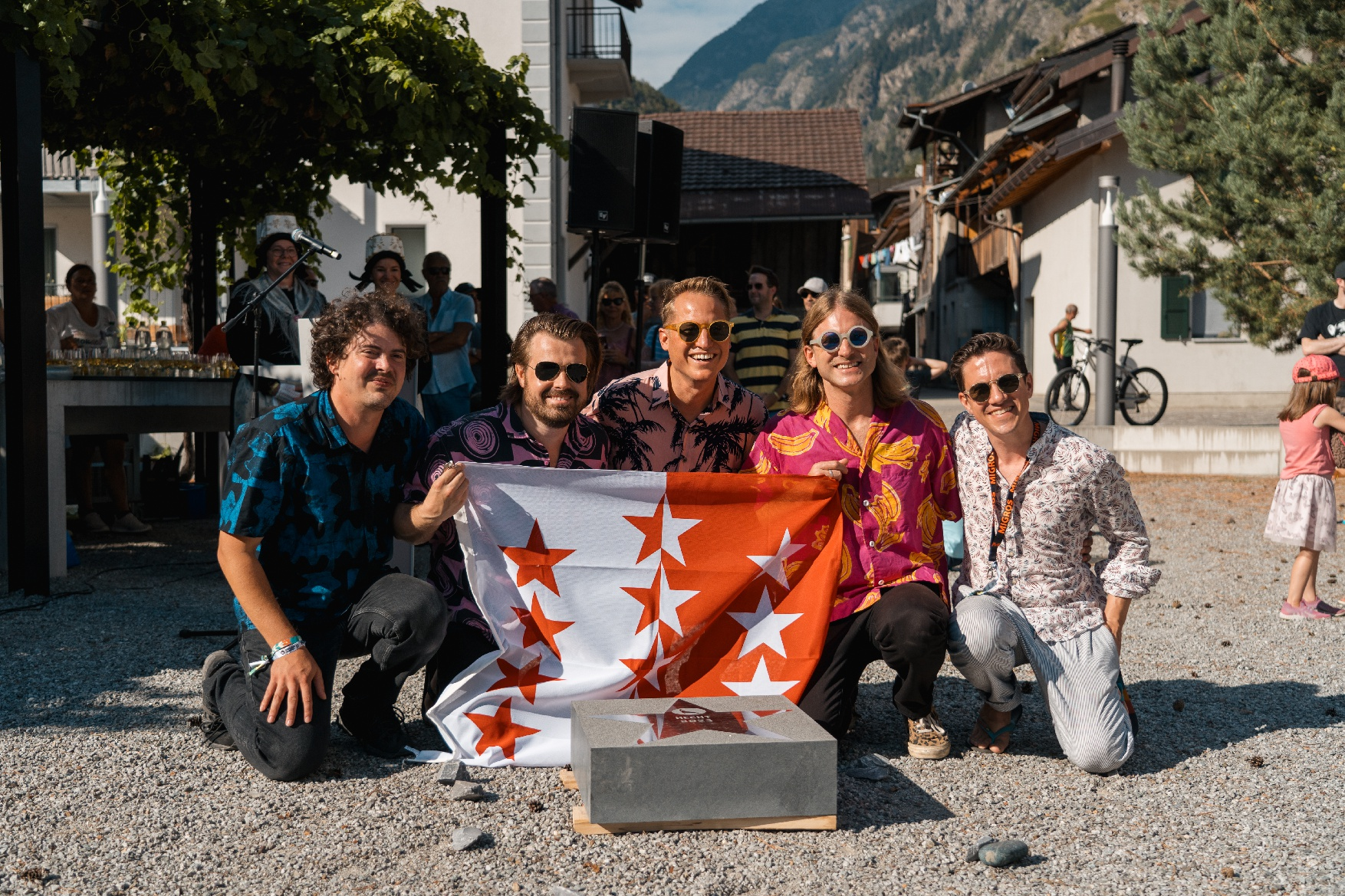
Die Schweizer Mundartband Hecht erhält den 35. Stern des «Walk of Stars – Open Air Gampel».

Der Gemeinderat von Gampel-Bratsch besteht aus sieben Mitgliedern und wird nach Proporz für vier Jahre gewählt. Bei den Gemeinderatswahlen im Oktober 2024 wurden folgende Parteien in den Gemeinderat gewählt: Die Mitte (2 Sitze), neo – die sozialliberale Mitte (2 Sitze), SVP (2 Sitze) und GBLB (1 Sitz).

### Gemeindepräsidenten
| Amtszeit  | Name          | Partei    |
| --------- | ------------- | --------- |
| 2009–2016 | Konrad Martig | CVP       |
| 2017–2024 | German Gruber | CSP/neo   |
| 2025–     | Pascal Martig | Die Mitte |

### Kantonale Wahlen
Bei den Grossratswahlen 2025 betrugen die Wähleranteile in Gampel-Bratsch: Die Mitte 48,36 %, SVP 31,67 %, neo – die sozialliberale Mitte 14,49 %, SP (inkl. Grüne) 5,48 %.

### Nationalratswahlen
Bei den Schweizer Parlamentswahlen 2023 verteilten sich die Wähleranteile der verschiedenen Parteien in Gampel-Bratsch wie folgt: Die Mitte 50,8 %, SVP 37,6 %, SP 4,4 %, Grüne 3,3 %, FDP 2,3 %, GLP 1,6 %.

## Verkehr

### Eisenbahn

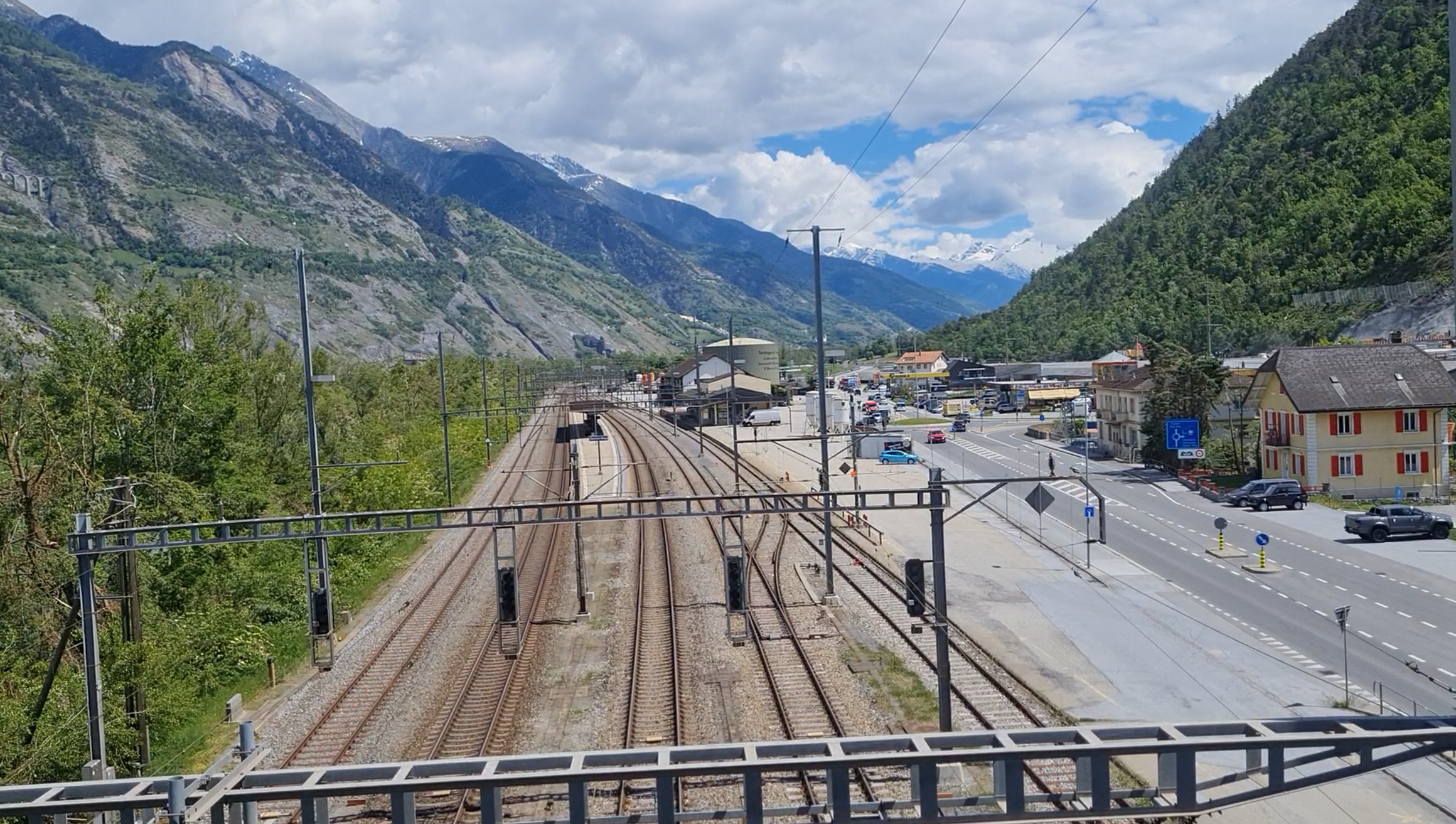
Bahnhof Gampel-Steg

Die Gemeinde liegt an der Simplonlinie, welche durch die SBB betrieben wird. Am dazugehörigen Bahnhof Gampel-Steg halten die Züge der Linie R91 (St-Gingolph–St-Maurice–Martigny–Sion–Brig) der Regionalps.

### Bus
Verschiedene Buslinien verlaufen durch das Gemeindegebiet von Gampel-Bratsch. Einerseits bedient Regionalps sämtliche Ortschaften der Talregion Leuk/Susten-Visp, welche auch Niedergampel und Gampel einschliesst. Die Fahrpläne sind dabei unter anderem auch auf die Fahrpläne der Luftseilbahn Gampel-Jeizinen abgestimmt. Andererseits betreibt Postauto das Liniennetz Gampel-Lötschental, das sich vom Bahnhof Gampel-Steg bis Fafleralp erstreckt.

### Strassenverkehr
Gampel-Bratsch liegt an der Hauptstrasse 9, welche grösstenteils der Simplonlinie der Eisenbahn folgt. Ebenfalls führt die Nationalstrasse 6 als Teil der Strecke Spiez-Kandersteg-Goppenstein-Gampel durch das Gemeindegebiet. Durch den Autobahnanschluss Gampel-Steg ist der Gemeinde ein Anschluss an die Autobahn A9 garantiert.

## Sehenswürdigkeiten und Kultur
- Die 1965 erbaute katholische Kirche Geburt Mariens in Jeizinen fügt sich trotz ihrer modernen Form gut in die Landschaft ein, auch durch die an die Häuser der Umgebung angepasste Dachneigung.
- Im Mehrzweckgebäude des Feuerwehrstützpunkts «Milimattu» in Gampel sind Werke des deutschen Malers Otto Pfänder ausgestellt. Diese zeigen die Industriearbeit der Arbeiter zu Beginn des 20. Jahrhunderts in der damaligen Karbidfabrik der Lonza AG in Gampel.[16] Die Wandbilder waren einst in einem Saal in der alten Lonza-Fabrik in Gampel zu sehen. Nach dem Abriss der Fabrik wurden die Werke restauriert und 2001 von der Lonza der Gemeinde Gampel übergeben.[17]
- Der Filmregisseur Norbert Wiedmer drehte mit Bratsch – Ein Dorf macht Schule einen Dokumentarfilm über die Dorfschaft Bratsch.[18] Dabei zeigte er auf, wie eine dortige Privatschule das Dorf wiederbelebt und verändert. Der Film feierte im Januar 2023 in den Deutschschweizer Kinos Premiere und wurde seither mit dem Berner Filmpreis ausgezeichnet.[19]
- Im Mai 2023 veröffentlichte der Appenzeller Krimi-Autor Andreas Giger mit Die Noten der Toten einen Gemeindekrimi, der in den einzelnen Dorfschaften von Gampel-Bratsch spielt.[20]
- Des Weiteren ist Gampel vor allem für das alljährlich im August stattfindende Open Air Gampel bekannt. 2015 zum 30-jährigen Jubiläum des Festivals entschieden die Gemeindeverantwortlichen, einen Weg entlang der gesamten Hauptstrasse zu gestalten, der an Künstler und Bands des Open Air Gampel erinnern soll: der «Walk of Stars – Open Air Gampel». Seither vergibt jährlich eine Jury einen Stern an einen Künstler, der in einem besonderen Verhältnis zum Festival steht.[21]

## Gemeindepartnerschaft
Anfang der 1970er Jahre übernahm die Luzerner Gemeinde Horw die Patenschaft für die damalige Gemeinde Bratsch und unterstützte vor Ort eine Vielzahl von Projekten finanziell. Daraus entstand die noch heute bestehende Partnerschaft mit der heutigen Gemeinde Gampel-Bratsch.

## Persönlichkeiten
- Anton de Augustini (1743–1823), Landeshauptmann (1802–1807, 1821–1823), Ehrenburger
- Theophil Schnyder (1889–1959), Grossrat (1929–1945), Grossratspräsident (1939–1940)
- Daniel Hildbrand (1906–1992), Grossrat (1949–1969), Regierungsstatthalter (1971–1976)
- Stanislaus Willi (1914–1997), Pater, Ehrenburger
- Otto Bellwald (1931–2021), Arzt und Kulturförderer, Ehrenburger
- Franz Hildbrand (1942–2022), Grossrat (1973–1981), Nationalrat (1987–1995)
- André Marty (* 1965), Journalist und Pressesprecher
- Sina (* 1966), Mundartrock-Sängerin, Ehrenbürgerin